# Александер, Пол (учёный)
Пол Александер (англ. Paul Julius Alexander; 1910, Берлин — 16 февраля 1977, Беркли) — американский византинист. Эмерит-профессор.

## Биография
Учился во Фрайбурге и праву в Берлинском университете, окончил — в Гамбурге (1932) и Париже (1934). С 1935 года в США, эмигрант из нацистской Германии.
Степень доктора философии (Ph.D.) получил в Гарварде в 1940 году. В 1941—1943 годах — младший научный сотрудник в научной библиотеке в Думбартон-Оксе. Он также работал в Управлении стратегических служб.
Преподавательскую карьеру начал в 1945 году в колледже Хобарта, в 1954 году перешёл в Брандейский университет, где некоторое время заведовал кафедрой истории. В 1958—1968 годах — профессор истории в Мичиганском университете. С 1967 года в Калифорнийском университете в Беркли (в первый год — как приглашённый профессор).
Член Американской академии наук и искусств (1976) и Американской академии медиевистики (1976), член-корреспондент Британской академии (1975).
Лауреат стипендии Гуггенхайма (1951, 1965).

## Семья
Супруга Элеонора. С Полом они поженились в 1938 году в Кембридже, штат Массачусетс. У них было трое детей: Энн (1941 г.р.), Лоуренс (1944 г.р.) и Майкл (1947 г.р.).